# Onno Boelee
Onno Boelee es un deportista neozelandés que compitió en judo. Ganó dos medallas en el Campeonato de Oceanía de Judo, en los años 1966 y 1973.

## Palmarés internacional
| Campeonato de Oceanía | Campeonato de Oceanía | Campeonato de Oceanía | Campeonato de Oceanía |
| Año                   | Lugar                 | Medalla               | Categoría             |
| --------------------- | --------------------- | --------------------- | --------------------- |
| 1966                  | Sídney (Australia)    | Medalla de bronce     | +93 kg                |
| 1973                  | Sídney (Australia)    | Medalla de oro        | +93 kg                |